# Garai Zeeb
Garai Zeeb (Leimen, 6 aprile 1997) è un cestista tedesco.

## Palmarès
- FIBA Europe Cup: 1

Skyliners Francoforte: 2015-16